# Hans Nilsson Benick
Hans Nilsson Benick, död 1639, var en svensk ämbetsman och riksdagsman.

## Biografi
Hans Benick var son till vinhandlaren Nils Persson i Stockholm. I slutet av 1590-talet drev han tillsammans med sin bror rådmannen Valentin Nilsson sin styvfader Jöran Benicks värdshusrörelse vid Benickebrinken. Benick hade hand om Söderportsnycklarna 1604 och blev en av borgerskapets 48 äldsta. Han blev 8 februari 1614 hövitsman på Vaxholms kastell och 1624 borgmästare i Stockholms stad. Benick var riksdagsman för borgarståndet vid riksdagen vintern 1632 och riksdagen hösten 1632. På grund av sin ålder avgick som borgmästare 16 maj 1636. Han avled 1639.

### Egendom
Han fick genom sitt första gifte gården Nåntuna i Danmarks socken. Benick fick Näs herrgård i Rö socken som förläning 14 augusti 1624. Han köpte 24 april 1627 Ösby i Rö socken.

### Familj
Benick gifte sig första gången 1603 med Brita Carlsdotter. Hon var dotter till myntmästare Carl Christoffersson Kuuth och Anna Nilsdotter Rosenbaner. Brita Carlsdotter var änka efter borgaren Claes Allertz. Benick och Brita Carlsdotter fick tillsammans sonen häradshövdingen Gustaf Taubenfelt (död 1674).
Benick gifte sig andra gången 1628 eller 1629 med Sigrid Berchelt. Hon var dotter till slottsapotekaren Simon Berchelt och Anna Nilsdotter Rosenbaner.